# Die Schneider von Schönau
Personnages
- Veronika Schwälble, riche veuve de Liebenzell (soprano lyrique)
- Tobias Kälble, maire de Schönau (baryton lyrique)
- Christian Folz, Maître horloger et maire de Liebenzell (Basse-bouffon)
- Kaspar Wiegele, tailleur de Schönau (ténor-bouffon)
- Melchior Biegele, tailleur de Schönau (ténor-bouffon)
- Balthasar Ziegele, tailleur de Schönau (baryton)
- Florian, un artisan (ténor lyrique)
- Michele, apprentie de Wiegele (soubrette)
- Tonele, apprentie de Biegele (soprano)
- Heinele, apprentie de Ziegele (actrice)

Die Schneider von Schönau (en français, Les Tailleurs de Schönau) est un opéra-comique de Jan Brandts Buys sur un livret de Bruno Hardt-Warden et Ignaz Michael Welleminsky.

## Argument
Liebenzell, vers 1830. Veronika Schwälble, femme belle et encore jeune, croit avoir été en deuil assez longtemps pour son mari défunt et croit maintenant le temps de se remettre en couple. Les candidats ne manquent pas : Kaspar Wiegele, Melchior Biegele et Balthasar Ziegele, tous des tailleurs de Schönau, lui font la cour. Cependant, Veronika ne peut pas se décider pour l'un d'entre eux. Florian, un artisan joyeux, qui cache secrètement qu'il est épris d'elle, lui a suggère d'organiser un concours : Le premier des trois, qui aura fait le costume le plus rapide pour lui, sera le vainqueur. L'argument, cependant, ne prend pas, car les trois tailleurs ont fini en même temps. Maintenant, un autre critère doit être établi: quel costume lui convient le mieux ? Il les essaie, ils lui vont tous. La compétition se termine par un tirage au sort.
Veronika a maintenant réalisé que un seul homme peut avoir sa considération, à savoir Florian. Pour tromper les tailleurs de Schönau, il propose de jouer à colin-maillard. Les tailleurs sont enthousiastes. Mais alors qu'ils essaient de s'échapper du jeu en vain, les deux amants peuvent faire confiance au maire Christian Folz. Lorsque les tailleurs se rendent compte qu'ils ont été floués, ils entrent en colère. Le maire Folz, cependant, arrive à calmer les tailleurs.